# Ełdyty Małe
Ełdyty Małe (deutsch Klein Elditten) ist ein Ort in der polnischen Woiwodschaft Ermland-Masuren. Er gehört zur Landgemeinde Lubomino (Arnsdorf) im  Powiat Lidzbarski (Kreis Heilsberg).
Ełdyty Małe liegt in der nordwestlichen Woiwodschaft Ermland-Masuren, 30 Kilometer westlich der Kreisstadt Lidzbark Warmiński (Heilsberg).
Das einstige Klein Elditten bestand aus ein paar kleinen Gehöften und war als Vorwerk bis 1945 ein Wohnplatz innerhalb der Gemeinde Elditten (polnisch Ełdyty Wielkie) im ostpreußischen Kreis Heilsberg. 90 Einwohner zählte Klein Elditten im Jahre 1910.
In Kriegsfolge kam Klein Elditten 1945 innerhalb des südlichen Ostpreußen zu Polen. Der kleine Ort erhielt die polnische Namensform „Ełdyty Małe“ und ist heute eine Ortschaft im Verbund der Gmina Lubomino (Landgemeinde Arnsdorf) im Powiat Lidzbarski (Kreis Heilsberg), von 1975 bis 1998 der Woiwodschaft Olsztyn, seither der Woiwodschaft Ermland-Masuren zugehörig.
Ełdyty Małe gehört wie bereits Klein Elditten vor 1945 zur römisch-katholischen St.-Martins-Kirche Ełdyty, jetzt im Erzbistum Ermland gelegen. Außerdem war der Ort vor 1945 in die evangelische Kirche Liebstadt (polnisch Miłakowo) in der Kirchenprovinz Ostpreußen der Kirche der Altpreußischen Union eingepfarrt. Heute gehört Ełdyty Małe zur Diözese Masuren der Evangelisch-Augsburgischen Kirche in Polen.
Ełdyty Małe liegt südlich der Woiwodschaftsstraße 593 und ist von Ełdyty Wielkie (Elditten) aus direkt zu erreichen. Eine Bahnanbindung besteht nicht.